# Imsum
Imsum (niederdeutsch Imßen) ist eine Ortschaft in der Stadt Geestland im niedersächsischen Landkreis Cuxhaven. Bis 1954 hieß der Ort Dingen.

## Geografie

### Lage
Das Dorf liegt hinter dem Deich der Außenweser nördlich der Großstadt Bremerhaven und im Süden des Landes Wursten.

### Nachbarorte
|  | Wremen (Gemeinde Wurster Nordseeküste)      |        |
|  | Kompassrose, die auf Nachbargemeinden zeigt | Langen |
|  | Bremerhaven (Freie Hansestadt Bremen)       |        |

(Quelle:)

## Geschichte

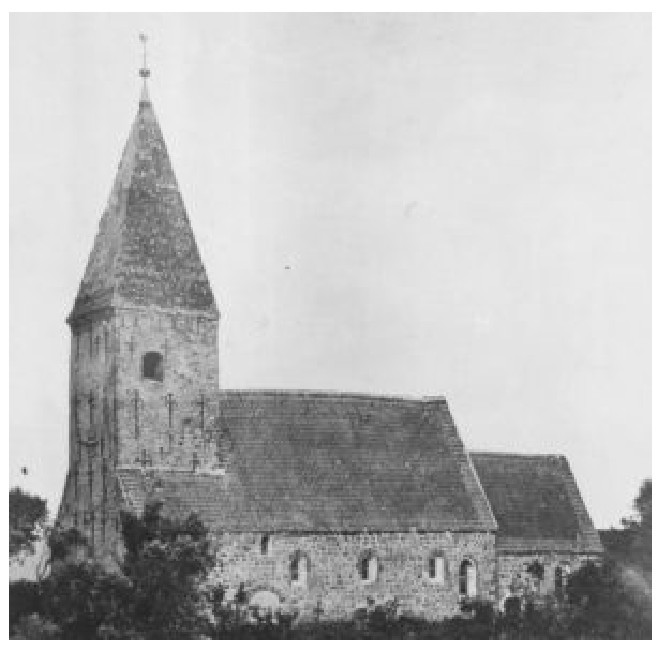
Bartholomäuskirche Imsum

Die erste urkundliche Erwähnung lässt sich 1091 nachweisen. Imsum bezeichnete eigentlich ein mehrere Dörfer umfassendes Kirchspiel, bestehend aus Brinkamahof, Dingen, Lebstedt, Weddewarden und Weddewarderbüttel. Die gemeinsame Bartholomäuskirche zu Imsum wurde 1218 zwischen Dingen, Lebstedt und Weddewarden erbaut und ist nach dem Abbruch 1895 als Ochsenturm bekannt. Die zugehörige Bauerschaft Lebstedt ist in der Weihnachtssturmflut am 25. Dezember 1717 in der Weser untergegangen.
Von 1793 bis 1819 war Imsum dem Vogteigericht „Alten Landes Wursten“ und danach bis 1852 dem Vogteigericht „Landes Wursten“ unterstellt. Während der Franzosenzeit um 1810 gehörten die Dörfer für wenige Jahre zur Kommune Wremen im Kanton Dorum.  1840 bekam Imsum den Status einer Landgemeinde, die ab 1852 bis 1885 zum Amt Dorum gehört. Die gleichnamige Gemarkung Imsum wird 1876 gebildet. Die Gemeinde gehörte von 1885 bis 1932 zum neugebildeten Kreis Lehe und später zum Landkreis Wesermünde und Landkreis Cuxhaven. 1927 wurde allerdings der Ortsteil Weddewarden (ohne Weddewarderbüttel) nach Wesermünde umgemeindet und die abgetretenen Teile der Gemarkung Imsum 1957 in Weddewarden umbenannt. Außerdem wurde die Schulhoheit und Kirchenaufsicht an Bremerhaven verloren. 1954 musste sich Dingen, also der einzig verbleibende Ortsteil der Gemeinde Imsum, in Imsum umbenennen.
Der Ochsenturm war eine Landmarke. Er ist öffentlich zugänglich und bietet einen einmaligen Blick auf das Marschland und die Wesermündung. Als Wahrzeichen des Dorfes findet sich der Turm auch im Ortswappen. Imsum hatte bis 1975 einen Haltepunkt an der Bahnstrecke Bremerhaven–Cuxhaven. Die Autobuslinie wurde 1955 von Weddewarden nach Imsum verlängert. Damals bestand das Angebot der Linie A bereits aus einem 30-Minuten-Takt. Die Linie 509 der BremerhavenBus stellt eine regelmäßige Verbindung zur benachbarten Großstadt her; Anruf-Linien-Taxi (ALT) und Anruf-Sammel-Taxi (AST) ergänzen das Angebot.

### Eingemeindungen
Im Zuge der Gebietsreform in Niedersachsen, die am 1. März 1974 stattfand, verlor die Gemeinde Imsum ihre politische Selbständigkeit und wurde eine Ortschaft der Einheitsgemeinde Langen.
Langen wiederum schloss sich zum 1. Januar 2015 mit den Gemeinden der Samtgemeinde Bederkesa zur neuen Stadt Geestland zusammen.

### Einwohnerentwicklung
| Jahr      | 1910   | 1925   | 1933   | 1939   | 1950   | 1956   | 1973   | 2017  |
| --------- | ------ | ------ | ------ | ------ | ------ | ------ | ------ | ----- |
| Einwohner | 735 ¹  | 798 ¹  | 346    | 367    | 693    | 596    | 870    | 967 ² |
| Quelle    | [ 10 ] | [ 11 ] | [ 11 ] | [ 11 ] | [ 12 ] | [ 12 ] | [ 13 ] |       |

¹ Angabe inkl. Weddewarden

² laut Infobox
|  |

## Politik

### Ortsrat
Der Ortsrat von Imsum setzt sich aus fünf Mitgliedern zusammen. Die Ratsmitglieder werden durch eine Kommunalwahl für jeweils fünf Jahre gewählt. Die aktuelle Amtszeit begann am 1. November 2021 und endet am 31. Oktober 2026.
Aus den Ergebnissen der vergangenen Ortsratswahlen ergaben sich folgende Sitzverteilungen:
| Wahljahr | SPD                                                                 | BFG | CDU | Gesamt  |
| -------- | ------------------------------------------------------------------- | --- | --- | ------- |
| 2021     | 3                                                                   | 1   | 1   | 5 Sitze |
| 2016     | 3                                                                   | 1   | 1   | 5 Sitze |
|          | __________________________ BFG: Bürgerfraktion - WG Stadt Geestland |     |     |         |

### Ortsbürgermeister
Der Ortsbürgermeister von Imsum ist Günter Diekhoff (SPD).

### Wappen
Der Entwurf des Kommunalwappens von Imsum stammt von dem Heraldiker und Wappenmaler Albert de Badrihaye, der zahlreiche Wappen im Landkreis Cuxhaven erschaffen hat.
| Wappen von Imsum | Blasonierung: „In Grün über silbernem Schildfuß ein goldener Turm.“                                                                            |
| Wappen von Imsum | Wappenbegründung: Der nach einer Sage „Ochsenturm“ genannte Turm der 1895 abgebrochenen alten Imsumer Kirche ist ein Wahrzeichen der Gemeinde. |

## Kultur und Sehenswürdigkeiten
Bauwerke

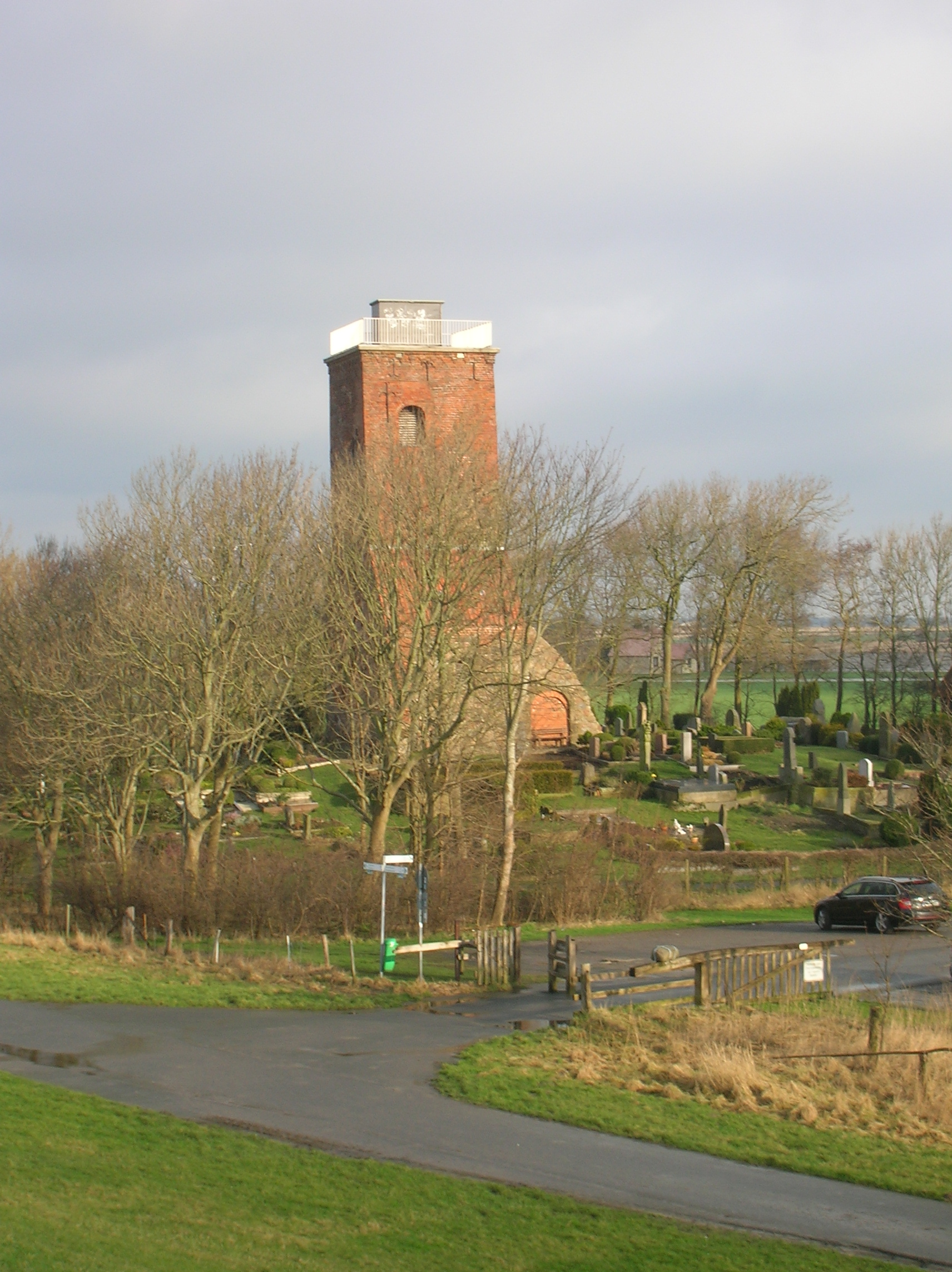
Ochsenturm und Friedhof am Deich

- Der Ochsenturm, Rest einer Pfarrkirche aus dem 13. Jahrhundert

## Infrastruktur
- TSV Imsum: Fußball, Tischtennis, Turnen, Volleyball
- Omnibuslinie der Verkehrsgesellschaft Bremerhaven (VGB) spätestens 1961.[18]

## Persönlichkeiten

### Söhne und Töchter des Ortes
- Anton Biehl (1788–1835), Widerstandskämpfer während der Franzosenzeit
- Annette Faße (* 1947), Politikerin (SPD), MdB

### Personen, die mit dem Ort in Verbindung stehen
- Adolph Friedrich König (1807–1875), Theologe, war als letzter Pastor in der „Ochsenturm“-Kirche tätig[19]
- Gottfried Hilgerdenaar (1925–2015), Seemann, ab 1957 Kapitän in der Küstenschifffahrt, wurde in Imsum beigesetzt
- Gert Schlechtriem (1929–1998), Volkskundler und Museumsdirektor, wurde in Imsum beigesetzt

## Sagen und Legenden
- Aus Lebstedts letzten Tagen[20]
- Der Ochsenturm[21]
- Die Imsumer Taufe[22]
- Küsters Kuh[23]